# 林業及自然保育署
| 林業及自然保育署 Forestry and Nature Conservation Agency | 林業及自然保育署 Forestry and Nature Conservation Agency |
| -------------------------------------------------------- | -------------------------------------------------------- |
| 部門資料                                                 |                                                          |
| 署長                                                     | 林華慶                                                   |
| 副署長                                                   | 廖一光、林澔貞                                           |
| 設立時期                                                 | 2023年8月                                                |
| 所属部門                                                 | 農業部                                                   |
| 総部                                                     | 台北市中正区 杭州南路一段2号                             |
| 公式サイト                                               | www.forest.gov.tw                                        |

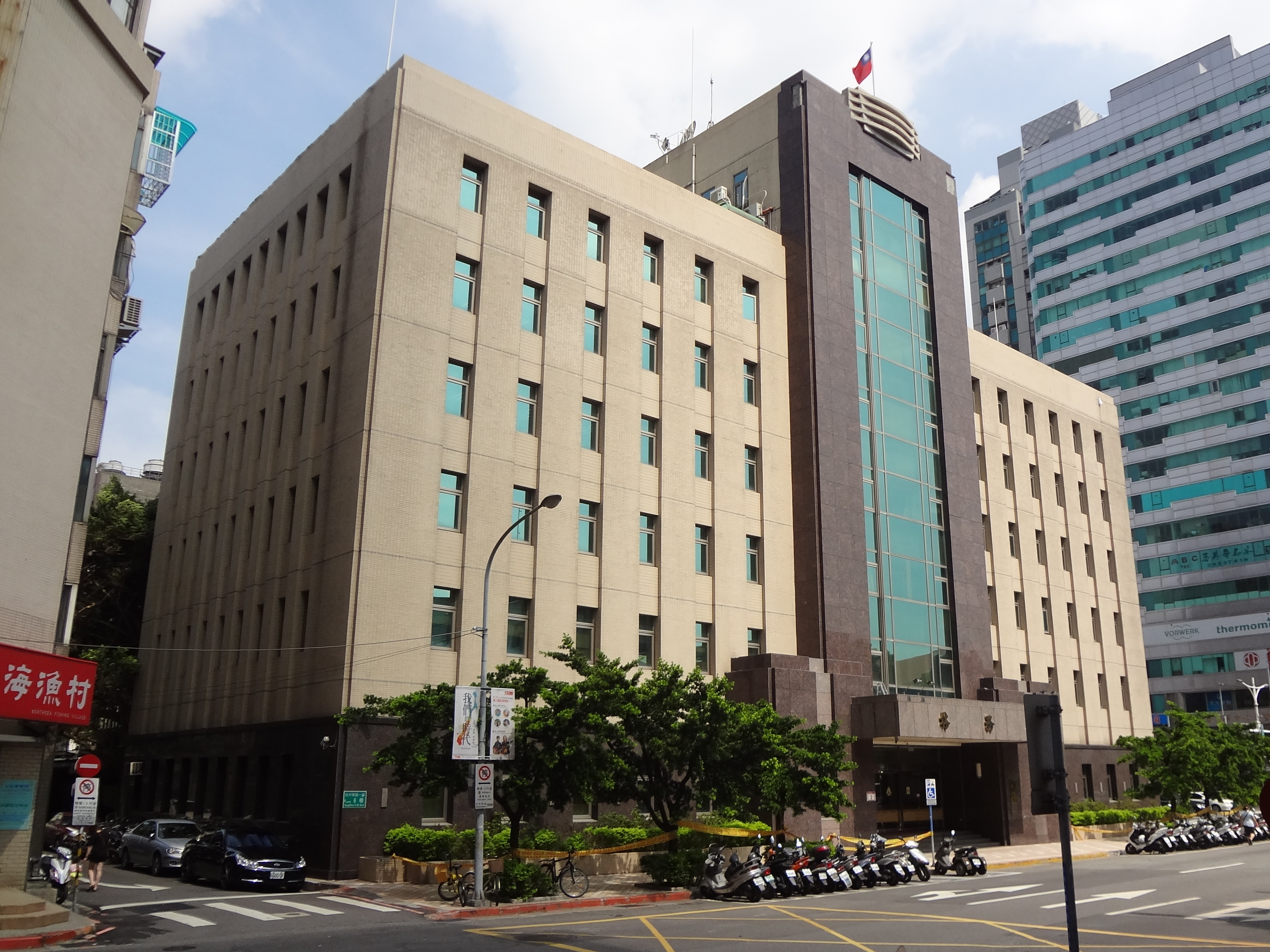
林業及自然保育署本部

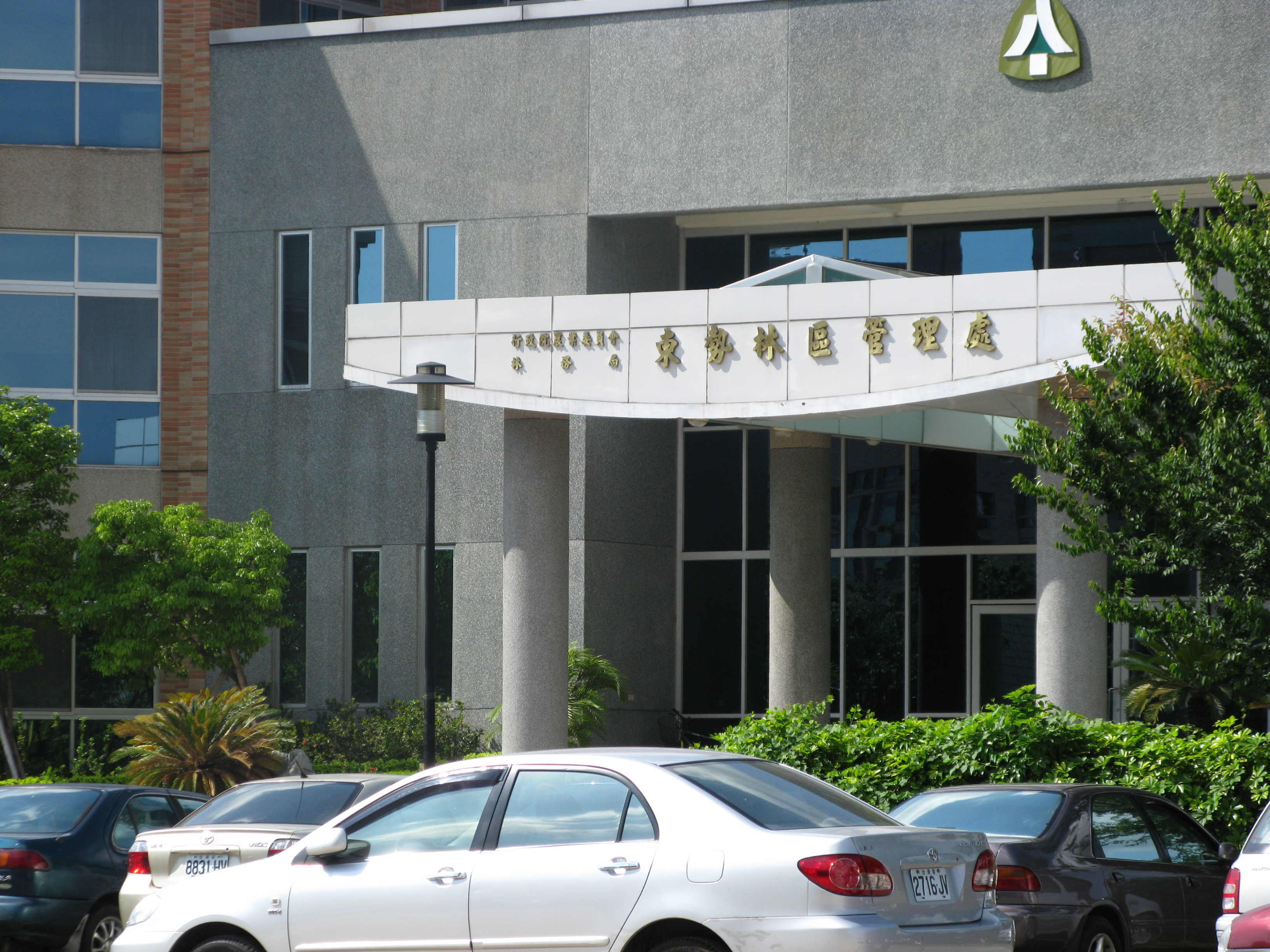
東勢林区管理処

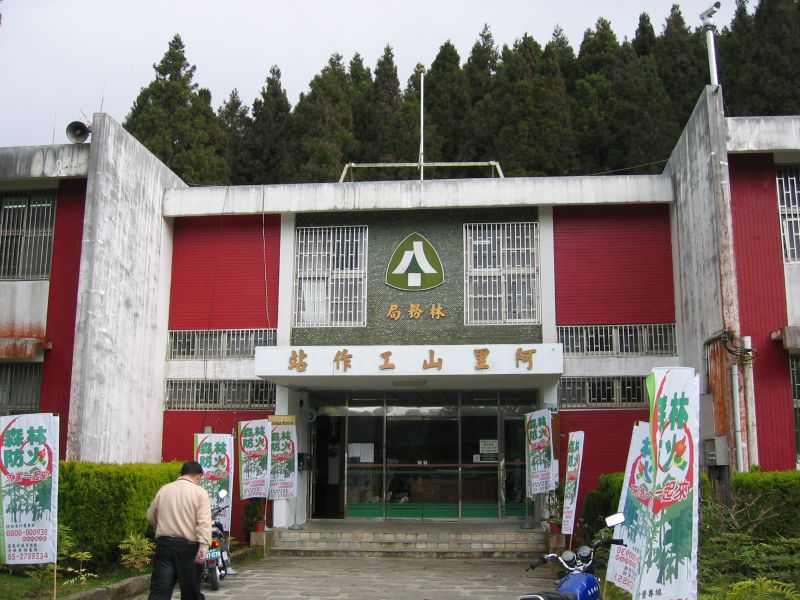
阿里山工作站

林業及自然保育署（りんぎょうおよびしぜんほいくしょ）は中華民国農業部に所属する行政機関である。中華民国全土の森林、保安林の経営管理（林業）及び自然生態保育等を主管し、相関する政策、法規の立案と執行の業務を遂行している。林業及自然保育署は多数の森林遊楽区を主管しており、国家歩道系統の計画を推進している。日本の林野庁に相当する。前身は行政院農業委員会林務局。

## 沿革
- 1945年10月：台湾省行政長官公署が台湾総督府の森林や営林業務などを接収、農林処の下に林務局を設置する。
- 1947年6月：台湾省行政長官公署が廃止され、新たに台湾省政府（省府）が誕生。林務局を一事業機構として林産管理局とする。
- 1947年9月：林政事務及び模範林場、山林管理所等が農林処の直轄へと移行、林産管理局の業務は全台湾の造林及び木材生産供給等となる。
- 1948年6月：林政事務及び山林管理所が農林処直轄から林産管理局の管轄に戻る。
- 1949年6月：元は10箇所あった山林管理所が合併により7箇所に再編、省府から各県政府に移管。
- 1949年12月2日：省府が農林処を農林庁へ制度改革。林産管理局は依然として林業試験所等の林業機構を管轄。
- 1950年11月：7箇所の山林管理所が林産管理局の管轄に戻る。
- 1952年12月：台湾樟脳局が整理されて林産管理局に編入。
- 1955年12月：農林公司、工礦(鉱)公司から（人員が）林産管理局に移動。
- 1958年10月：花蓮県管轄の木瓜山林場が林産管理局管轄に戻る。
- 1960年2月：林産管理局を制度改革して林務局と改称。内部に6組6室を、付属機関として13個の林区管理処を設置する。そのうちの大雪山示範林区管理処は林政業務のみとなる。
- 1963年：工務所2箇所及び工程隊2隊を設置する。
- 1968年：省府ヘリコプター隊が林務局所属となる。
- 1969年6月：職業訓練センター及び第三工務所を設置。
- 1970年9月：空中森林消防隊を組織する。
- 1970年10月：墾丁森林遊楽区管理所を設置し、恆春林区管理処が管轄下となる。
- 1973年7月：農林航空測量隊が林務局に移管、農林航空測量所となる。
- 1973年9月：台湾中興紙業公司の林田山林場を木瓜林区管理処が継承する。
- 1974年1月：大雪山林業公司が林務局の所属となり、大雪山示範林区管理処となる。
- 1989年7月1日：林務局の事業機構及び事業予算が公務機構及び公務予算扱いとなる。嘉義林区管理処に森林鉄道管理課を特設[1]。
- 1999年：台湾省の行政改革により林務局は中央政府の機関となり、行政院農業委員会所属となる。
- 2014年1月30日：行政院農業委員会より林業處森林科及び保育科の業務を移管。
- 2018年7月1日：阿里山森林鉄路及文化資産管理處[注釈 2]を設立し、阿里山森林鉄路及び周辺文化財の持続的発展に関わる業務を担当。
- 2023年8月1日：行政院農業委員会の農業部（省に相当）への昇格に伴い、林業及自然保育署（庁に相当）に昇格。

## 組織
- 局長
  - 副局長
  - 主任秘書

### 幕僚単位
- 保育企画組
- 保育管理組
- 森林管理組
- 森林産業組
- 森林育楽組
- 集水区治理組
- 秘書室
- 人事室
- 主計室
- 政風室

### 所属機関
- 航測及遥測分署
- 宜蘭分署（旧羅東林区）：管轄 文山、宜蘭、羅東、太平山、南澳、和平、部分大溪事業区及び太平山国家森林遊楽区
- 新竹分署：管轄 烏來、大溪、竹東、大湖、南庄、大安溪事業区，及び満月圓国家森林遊楽区、内洞森林遊楽区、東眼山国家森林遊楽区、観霧国家森林遊楽区
- 台中分署（旧東勢林区）：管轄 八仙山林場、大甲溪、一部の大安溪事業区及び武陵国家森林遊楽区、八仙山国家森林遊楽区、大雪山国家森林遊楽区、合歓山国家森林遊楽区
- 南投分署：管轄 巒大、丹大、濁水溪、埔里、一部の阿里山事業区，大肚山、八卦山保安林及び奧萬大国家森林遊楽区
- 嘉義分署：管轄 阿里山、玉山、大埔、玉井事業区及び阿里山国家森林遊楽区
- 屏東分署：管轄 潮州、屏東、恆春、旗山、荖濃溪事業区及び藤枝国家森林遊楽区、双流国家森林遊楽区、墾丁国家森林遊楽区
- 台東分署：管轄 関山、延平、台東、大武、成功事業区及び知本国家森林遊楽区、向陽国家森林遊楽区
- 花蓮分署：管轄 立霧溪、木瓜山、林田山、玉里、秀姑巒事業区及び富源国家森林遊楽区、池南国家森林遊楽区
- 阿里山林業鉄路及文化資産管理処[注釈 2]：管轄 阿里山森林鉄道

## 職掌
- 森林経営計画、林業資源の保育、利用、開発等計画の立案、森林資源調査
- 森林管理、保護、林業行政
- 保安林経営管理、上游集水区の管理、林道や林業工程の計画、指導及び維持管理
- 造林の調査計画、育苗及び撫育、国有林と公有林の管理、林産物処分、民営林業及び林産工商業の指導
- 森林遊楽区の企画、開発、管理と経営
- 自然生態保育

## 歴任局長

### 光復初期林務局時期
- 黄維炎：1945年12月8日 - 1947年 6月15日

### 林産管理局時期
- 唐振緒：1947年 6月16日 - 1948年 9月15日
- 梁劼誠：1948年 9月16日 - 1949年 4月10日
- 李順卿：1949年 4月11日 - 1952年 8月31日
- 皮作瓊：1952年 9月 1日 - 1956年 8月13日
- 陶玉田：1956年11月17日 - 1960年 2月14日

### 事業機構林務局時期
- 陶玉田：1960年 2月15日 - 1962年11月9日
- 沈家銘：1962年11月10日 - 1974年 1月6日
- 徐学訓：1974年 1月7日 - 1980年 1月17日
- 許啓祐：1980年 1月18日 - 1987年 3月8日
- 何徳宏：1987年 3月9日 - 1989年 6月30日

### 公務機構林務局時期
- 何徳宏：1989年 7月1日 - 1995年 8月4日
- 何偉真：1995年 8月5日 - 1999年10月11日
- 黄永桀：1999年10月12日 - 2001年1月15日
  - 黄裕星 (代理)：2001年1月16日 - 2001年4月3日
- 黄裕星：2001年4月4日 - 2003年3月11日 
  - 李桃生 (代理)：2003年3月12日 - 2003年3月16日
- 顔仁徳：2003年3月17日 - 2011年6月2日
  - 李桃生（代理）：2011年6月3日－2012年3月5日
- 李桃生：2012年3月6日－現任

## 鉄道事業

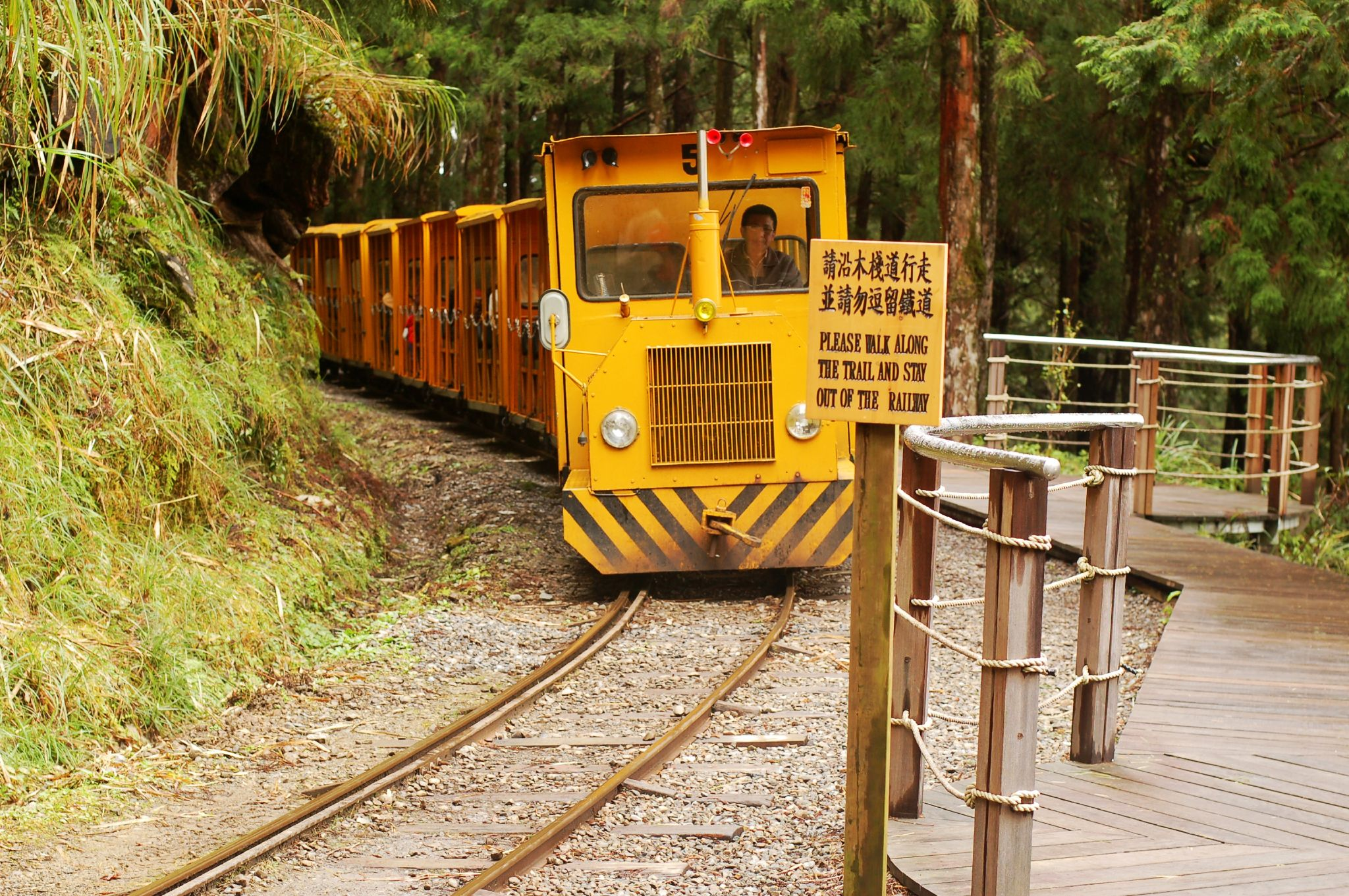
蹦蹦車

阿里山森林鉄路を運営している。2008年6月19日より宏都阿里山公司に移管したが2010年3月22日に同鉄道に関する契約が解除され、現在は本署の管理下に戻っている。かつては太平山森林鉄路、羅東森林鉄路、林田山林場鉄路を運営していた。太平山国家森林遊楽区では太平山森林鉄路廃線跡の一部で観光用のトロッコ列車（蹦蹦車）を運行している。